# Jacob Wolfowitz
Jacob Wolfowitz   (Varsòvia i Estats Units d'Amèrica, 19 de març de 1910 - Tampa, 16 de juliol de 1981) va ser un matemàtic i estadístic estatunidenc.

## Vida i Obra
Nascut a Polònia, la família va emigrar als Estats Units i es va establir a Nova York el 1920 quan ell tenia deu anys. El 1931 es va graduar a la universitat de la Ciutat de Nova York i, com que no va trobar feina enmig de la Gran Depressió, va ser professor en escoles de secundària, mentre preparava el seu doctorat, que va obtenir el 1942 a la universitat de Nova York. El 1938 va conèixer Abraham Wald, qui havia anat a Nova York per estudiar amb Harold Hotelling i amb qui va establir una col·laboració i amistat que va durar fins a la tràgica mort en accident de Wald el 1950. Tots dos van treballar durant la Segona Guerra Mundial al Laboratori Estadístic que es va muntar a la Universitat de Colúmbia per fer recerca relacionada amb la guerra.
Acabada la guerra, el 1945 va ser nomenat professor de la universitat de Carolina del Nord a Chapel Hill, però només s'hi va estar un curs, ja que el 1946 va ser professor de la Universitat de Colúmbia, en la qual va romandre fins al 1951. Des de 1951 fins a 1970 va ser professor de la universitat Cornell i des de 1970 fins a 1978 de la universitat d'Illinois. Després de retirar-se el 1978, va ser professor extraordinari a la universitat del Sud de Florida a Tampa, on va residir fins a la seva mort el 1981. Va ser el pare del polític Paul Wolfowitz qui es va destacar en el recolzament de la guerra d'Irak com subsecretari de defensa dels EUA.
La primera àrea de treball de Wolfowitz (juntament amb Wald) va ser la inferència no paramètrica; de fet ell va ser l'introductor del terme no-paramètric el 1942. Al llarg del temps es va interessar en molts altres aspectes de l'estadística com l'anàlisi seqüencial, la teoria de la decisió, la teoria estadística asimptòtica, estimadors de màxima versemblança, disseny d'experiments. teoria de la probabilitat, teoria de cues i teoria de la informació. En aquest darrer camp, son importants les seves aportacions al problema de la codificació dels missatges subjectes a errors aleatoris, tema sobre el que va publicar un llibre clàssic el 1961: Coding Theorems of Information Theory.